# Biebrich
Biebrich is een voormalige gemeente in Hessen, en sinds 1926 een stadsdeel van Wiesbaden. Het ligt in het zuiden van deze stad aan de oevers van de Rijn. Met ongeveer 37.000 inwoners is Biebrich het grootste stadsdeel van Wiesbaden. In dit stadsdeel bevindt zich onder andere het Slot Biebrich.

## Geboren
- Ludwig Beck (1880-1944), generaal en deelnemer aan het complot van 20 juli 1944

## Bezienswaardigheden

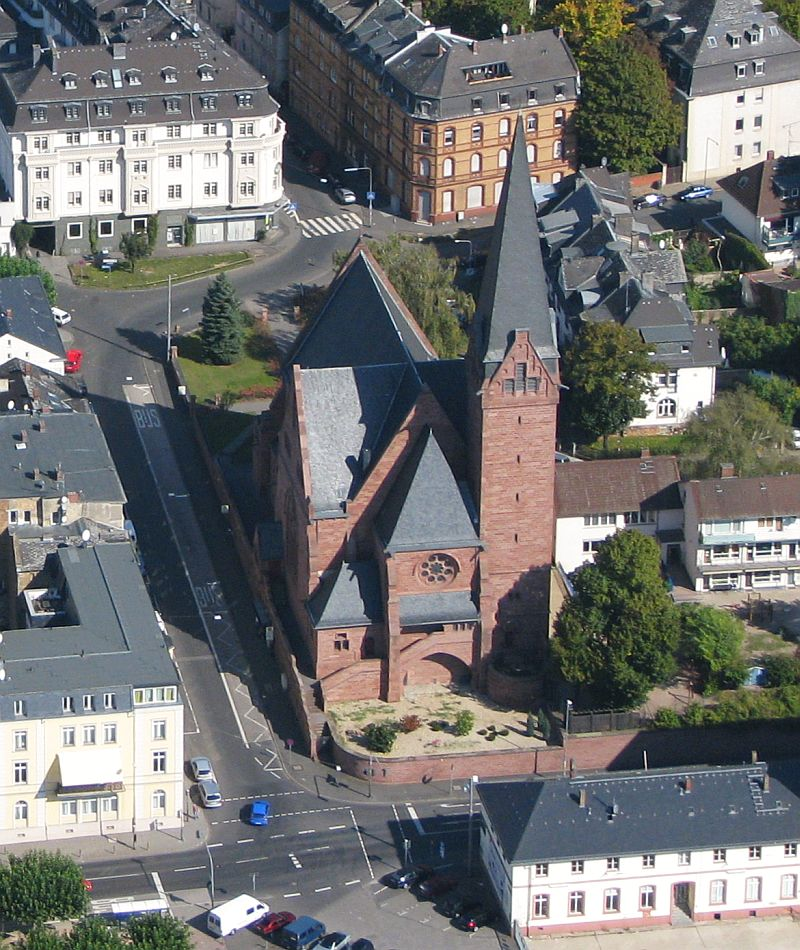
De Oranier-kerk in Biebrich

- Heilig-Hartkerk
- Oranje-Gedachteniskerk
- Slot Biebrich